# Garros Galería
Garros Galería és una galeria i museu d'art del barri Colonia Roma de la Ciutat de Mèxic nascut el 2006, l'únic dedicat als gats de Mèxic.
El projecte va ser néixer d'una idea dels germans Joel i María del Carmen Nava Polina, juntament amb Rodrigo Moreno González, que es va adonar que havia museus del gat als Estats Units d'Amèrica, Canadà i a les Bahames, però no a Mèxic. Tots dos provenien d'una família d'amants dels gats; al moment d'obrir la galeria en cuidaven quinze. La galeria va obrir el 2006 gràcies a la seva col·lecció d'articles relacionats amb les gats i a les donacions de diversos artistes i amics. Des de llavors, la galeria ha tingut èxit, ja que satisfà les demandes d'una veta de mercat que no s'havia detectat prèviament.